# Harsh Wind
「Harsh Wind」（ハーシュ・ウィンド）は、OLDCODEXの楽曲。Ta_2が作詞、R・O・Nが作曲を手掛けた。OLDCODEXの3枚目のシングルとして2011年4月27日にGloryHeavenから発売された。

## 概要
ジャンルレスなサウンドを更に進化させた、新しいOLDCODEXの布石となる表題曲とペインターのYORKE.をメンバーに迎え入れた事による“絵”が先行の実験的楽曲のカップリングを収録。

## 批評
CDジャーナルは表題曲を「ヘヴィ・ロックからの影響を感じさせるアッパーな曲」と、カップリングを「クラブ・ミュージックとの同時性も感じさせるダンサブルなサウンド」と評した。

## 収録曲
| 全作詞: Ta_2、全作曲・編曲: R・O・N。 |                |      |            |      |
| #                                     | タイトル       | 作詞 | 作曲・編曲 | 時間 |
| 1.                                    | 「Harsh Wind」 | Ta_2 | R・O・N    | 3:50 |
| 2.                                    | 「L」          | Ta_2 | R・O・N    | 4:10 |
| 合計時間:                             | 合計時間:      | 8:01 |            |      |